# Ropucha jihoasijská

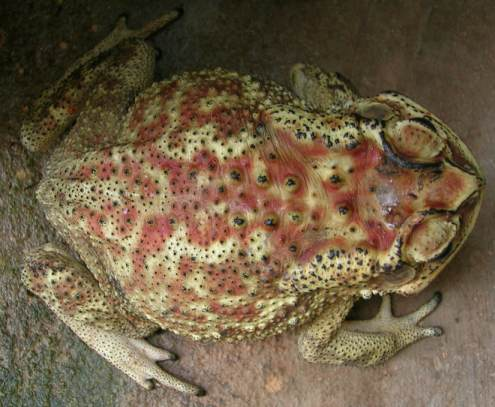
Bradavičnaté tělo

Ropucha jihoasijská (Duttaphrynus melanostictus) je suchozemská, převážně noční žába, jeden z nejznámějších jihoasijských obojživelníků vyskytující se v subtropickém a tropickém prostředí od nulové nadmořské výšky do 2000 m n. m. Žije nejčastěji na zalesněném území a vždy v blízkosti vody, do které snáší vajíčka.

## Rozšíření
Vyskytuje se na velké části jižní a východní Asie. Původně pochází z oblasti rozkládající se z Pákistánu přes Nepál, Indii, Bangladéš, Srí Lanku, jižní Čínu, Myanmar, Thajsko, Kambodžu, Laos, Vietnam, Malajsko a Singapur až po většinu ostrovů Indonésie (Sumatra, Jáva a Borneo). Rozšířila se a v nedávné době zdomácněla na ostrovech Bali, Sulawesi, Ambonu a Molukách, Timoru, Nové Guineji a Andamanských a Nikobarských ostrovech.

## Ekologie
Vyskytuje se v širokém spektru stanovišť s vlhkou půdou, v hustém, stále zeleném, deštném lese, případně i polosuchém lese v poříční oblasti, na bažinatém území, v obhospodařované zemědělské oblasti i přímo v městských zahradách po obvodě nejhustějšího lidského osídlení. Upřednostňuje narušený nížinný biotop, uprostřed hustých lesů je její výskyt neobvyklý.
Je zvířetem lovícím v noci a které se v průběhu dne ukrývá mezi listy, v dírách pod kořeny stromů, pod kameny, v hromadách listí nebo spadaných větví, případně i pod nepřírodními předměty zhotovenými lidmi. V noci po silných deštích bývá k spatření v městech pod světly pouličního osvětlení, kde loví hmyz přivábený světlem. Hrubá kůže ji dobře chrání před vyschnutím a je proto schopná po delší dobu pobývat i v suchém městském mikrohabitatu.

## Popis
Ropucha jihoasijská je poměrně velká žába s malou hlavou s hřebenem a krátkými končetinami. Samci bývají průměrně velcí 7 cm a samice 7,5 cm. Kůži mají pevnou, suchou a velmi variabilně zbarvenou, její základní barva se pohybuje se od cihlově červené až po téměř zcela černou. Nejobvyklejší barvou je světle žlutohnědá se tmavými nebo červenohnědými skvrnami a pruhy. Záda má porostlá různě velkými bradavicemi s vyčnívajícími trny, která mají okolo tmavé skvrny. Nedospělci bradavice nemají, ale kolem krku mají patrný černý kroužek. Čenich je krátký a špičatý, vystupující tympána jsou oválná a každé má asi dvoutřetinovou velikost oka. Dospělí samci mají pod hrdlem vokální vak, jasně oranžové hrdlo a na vnitřní straně prvého a druhého prstu polštářky ulehčující přichycení při amplexu.
V době mimo páření žije osamoceně, nemá vyznačené teritorium a je velmi tichá. Má dobrý sluch i čich a na blížící se nebezpečí je upozorňována i vibracemi. Jen neochotně a krátce skáče, přes překážky špatně šplhá.

## Toxicita
Nad očima má koncentrované žlázy a po celém těle roztroušené žlázy vylučující toxické látky, bufotoxiny a bufogeniny. U lidí mohou při prostupu přes poškozenou kůži nebo sliznici vyvolat srdeční arytmií až zástavu srdce, způsobit zvýšení krevního tlaku, poruchu koordinace chůze, pohyb v kruhu a závratě. Na územích, kde se tyto žáby rozšířily v poslední době, bývají spatření mrtví hadi s ropuchou jihoasijskou v tlamě, patrně nebyli připraveni na jedovatého obojživelníka.

## Potrava
Ropucha jihoasijská je masožravec živící se hlavně všemožným hmyzem, červy, mravenci, šváby, členovci, měkkýši, hady, ještěrkami, mnohonožkami i drobnými obojživelníky a další dostupnou drobnou faunou. Polapá mnoho lidem škodícího hmyzu, jako much, komárů, ploštic, termitů a pod. Analýzou vzorků žaludků mnoha jedinců se zjistilo, že sežerou veškeré místně dostupné živočichy, které jsou schopné ulovit a spolknout. Mimo hlavní potravy, hmyzu, žere i vejce, larvy a mláďata ostatních obojživelníků.

## Rozmnožování
V oblastech s trvale vlhkým prostředím může k rozmnožování docházet průběžně po celý rok, na územích se střídajícími se suchými a mokrými periodami vždy počátkem období dešťů. Ovulace vajíček u samic je závislá na pozici měsíce, dochází k ní těsně před nebo krátce po úplňku, vajíček bývá velké množství a vaječníky tvoří až 30 % tělesné hmotnosti žáby. Tvorba spermatu u samců probíhá nepřetržitě, snižuje se jen v období sucha. Samice se při dostatečné vlhkosti může pářit dvakrát ročně.
Samci se při námluvách shromažďují u malých nádrží a hlasitým kvákáním (popisovaným jako "curr, curr, curr") svolávají samice. V této době jsou samci, kterých je mnohem více než samic, mezi sebou agresivní a snaží se, jeden jak druhý, naskočit na samici a udržet se, úspěšný samec pak drží samici zezadu v amplexu. Následně samice přilepí řetězec černých vajíček, oplodněných vnějším oplodněním samce, obalených v tlusté hlenové kapsli na ponořenou vegetaci v klidné vodě. Jedná samice jich vyprodukuje až 40 000. Tím veškerá péče o potomstvo končí.
Za jeden až dva dny se z vajíček lihnou drobné larvy, ze kterých vyrůstají tmaví pulci krmící se převážně řasami. Dorůstají do velikosti asi 26 mm a ocas mají dlouhý 20 mm. Asi za měsíc projdou metamorfózou, ztratí ocas, přebudují se jim dýchací orgány a stanou se nezávislí na vodním prostředí. Ve volné přírodě se odhaduje délka života žáby na 4 roky, v zajetí to bývá až 10 let.

## Význam
Ropucha jihoasijská je místy, hlavně v Thajsku, Laosu a Číně, místními obyvateli konzumována, přičemž při špatném zpracování masa dochází k onemocnění až otravám. V přírodě má málo přirozených nepřátel, je pouze na jídelníčku větších hadů a ptáků, kteří jsou vůči jedu odolní. Pokud není přemnožená je pro místní farmáře přínosem, pomáhá snižovat stavy škodlivého hmyzu.
Tento adaptabilní druh šířící se postupně na nová a nová místa bývá také považován za škodlivého, invazního živočicha, který vytlačuje místní druhy žab a drobných živočichů. Například ve státě Viktoria v Austrálii je hodnocena jako škodlivý živočich a je likvidována. Podle IUCN není globálně ohrožena, naopak její početní stavy stále vzrůstají.